# La dona barbuda (Magdalena Ventura amb el seu marit)
La dona barbuda (Magdalena Ventura amb el seu marit) és un quadre del pintor valencià Josep de Ribera, «Il Spagnoletto», pintat a l'oli sobre llenç amb unes dimensions de 196 × 127 cm. Datada en 1631, forma part de la col·lecció de la Fundació Casa Ducal de Medinaceli i actualment es conserva a l'Hospital de Tavera a Toledo. El quadre s'exposa ara al Museo del Prado a Madrid

## Història
El quadre va ser un encàrrec del mecenes habitual de Ribera, Fernando Afán de Ribera y Téllez-Girón, Duc d'Alcalá i Virrei de Nàpols, qui en assabentar-se de l'existència de la dona la va convidar personalment al seu palau de Nàpols perquè fos retratada per l'artista, seguint el costum de la pintura espanyola dels segles xvi i xvii de retratar nans i persones amb tares.
El quadre va passar després per herència a la col·lecció del Duc de Medinaceli fins a 1808 que va ser tret per ser exposat en el Museu Napoleó de París. Cinc anys més tard, per ordre de Luis XVIII, el quadre va ser retornat a Espanya i va romandre a l'Acadèmia de San Fernando de Madrid fins a 1829 que torna a les mans del Duc de Medinaceli.

## Descripció i estil
En les làpides que es poden veure a la dreta, una llarga inscripció escrita en llatí titulada "El gran miracle de la naturalesa", ens dona detalls sobre la història de la dona representada. Es tracta de Magdalena Ventura nascuda a Accumoli, a la regió italiana dels Abruços, que posa a l'edat de 52 anys al costat del seu marit, Felici di Amici, i el menor dels seus tres fills. Magdalena es va mudar a Nàpols després que als 37 anys li comencés a créixer la barba i el pèl al costat d'altres símptomes de masculinització com la calvície o la veu greu. Gairebé sens dubte es tractaria d'en un cas del que avui dia es coneix com a hirsutisme.
També, en la part final de la inscripció, apareix la signatura i la data de realització del quadre al costat d'altres detalls de l'encàrrec.
"JOSEPHVS DE RIBERA HIS / PANVS CHRIST! ENCREUAMENT / INSIGNIWS SVI TEM /PORIS ALTER APELLES /JVSSV FERDWANDI II / DVCIS III D'ALCALA/ NEAPOLI PROREGIS AD / VIVVM MIRI DEPINXIT / XIII CALEND.Dt. / ANNO ClDDCXXXl"
Pot veure's el nom de Josep de Ribera latinitzat que s'identifica com a membre de l'Ordre de la Creu de Crist. També s'autodenomina "l'altre Apel·les" (Poris alter Apelles) en referència al gran pintor coetani d'Alexandre el Gran i compara el seu patró, el duc d'Alcalá, amb l'il·lustre conqueridor. Finalment, ens explica que va pintar el quadre al natural, per encàrrec del virrei de Nàpols, el 16 de febrer de 1631.
Ribera, seguint un estil Caravaggista, utilitza intensos jocs de llums i ombres que al costat d'una exposició natural i digna dels personatges (ella alletant a la criatura amb aspecte cansat, el marit amb mirada resignada) impregna a l'obra d'una enorme humanitat malgrat el caràcter gairebé monstruós del motiu. Podria considerar-se una obra documental amb una visió gairebé mèdica.
També és destacable el fragment de naturalesa morta damunt de la làpida on es pot veure un fus (signe de feminitat) i una petxina, símbol de l'hermafroditisme.